# Wohn- und Wirtschaftsgebäude Olen Oort 2
Das Wohn- und Wirtschaftsgebäude Olen Oort 2 an einem längeren Stichweg im südöstlichen Dötlingen-Busch stammt vom frühen 19. Jahrhundert.
Aktuell (2023) wird es landwirtschaftlich genutzt.
Das Gebäude steht unter Denkmalschutz (siehe auch Liste der Baudenkmale in Dötlingen).

## Beschreibung
Das große eingeschossige giebelständige Gebäude als Zweiständer-Hallenhaus in Fachwerk mit sichtbaren Steinausfachungen sowie mit Krüppelwalmdach, Niedersachsengiebel und Uhlenloch stammt vom Anfang des 19. Jahrhunderts. Weitere nicht denkmalgeschützte Nebengebäude umgeben den Hof.
Das Landesdenkmalamt befand: „…  geschichtliche Bedeutung … für die Baugeschichte und für die Volkskunde …“